# Jardin des plantes

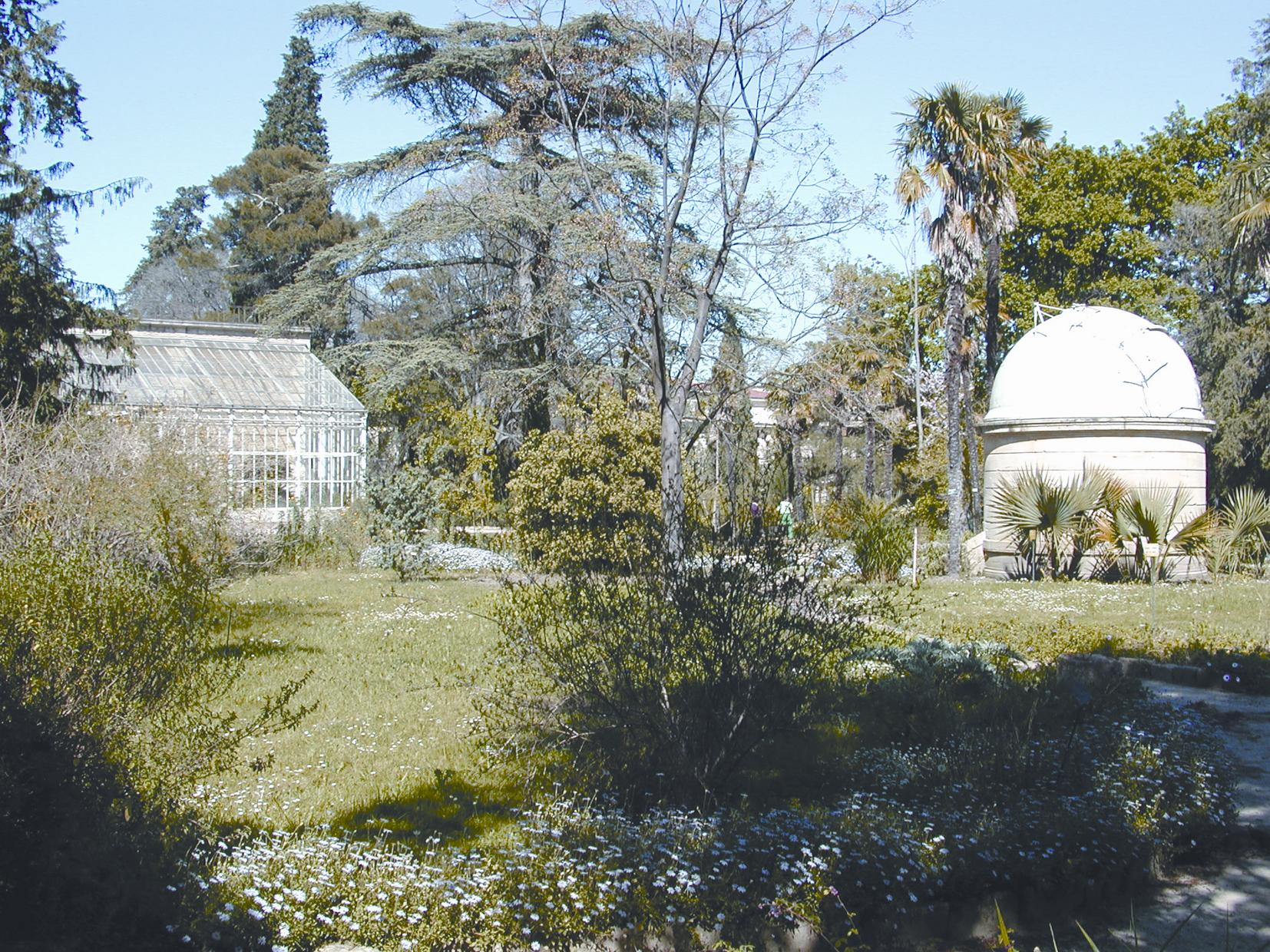
Un aspect du jardin des plantes de Montpellier.

En France, un jardin des plantes est un jardin botanique et médicinal (du moins, médicinal en référence aux origines de ce type de jardin en France) remarquable pour son histoire, son rôle dans l'avancement de la science, les hommes éminents qui y ont travaillé et la richesse de ses collections (arbres, plantes endémiques rares…).

## Orthographe et orthotypographie
Dans la mention écrite d'une rue, d'un parc ou d'un jardin conventionnels, les mots « rue », « parc » ou « jardin » commencent toujours par une minuscule (rue de Rivoli, rue des Archives, jardin des Tarots, jardin des Tuileries, jardin du Carrousel, parc de Sceaux, parc de Saint-Cloud…). Pourtant, les jardins des plantes ne sont pas que de simples jardins ou parcs gérés par une municipalité : ils ont en plus le mode de fonctionnement d'une institution de recherche, avec des intendants ou des directeurs et avec des cahiers des charges à remplir spécifiques qui les distinguent des espaces verts publics destinés à l'agrément. Les jardins des plantes doivent ainsi être traités comme des jardins botaniques ou des parcs zoologiques et lorsque le discours se réfère à eux sans faire mention du nom de la ville où ils sont situés, ils prennent alors une majuscule au mot « Jardin » (exemple : « ils sont allés se promener au jardin des plantes de Montpellier… Après leur promenade au Jardin des plantes, ils ont dîné chez des amis »).

## Histoire
Historiquement, les jardins médicinaux sont strictement liés à la production de plantes médicinales. Aussi, les jardins médicinaux, quoique parfois très anciens, sont très souvent privés ou appartenant à des institutions qui en font un usage privatif. Au Moyen Âge, les médecins et les monastères possédaient très souvent des jardins médicinaux qui ne pouvaient être assimilés à des jardins des plantes parce qu'ils étaient fermés au public et ne permettaient pas le partage des connaissances et des espèces botaniques.
Le plus ancien jardin des plantes en France est celui de Montpellier, fondé par un édit royal d'Henri IV en 1593 à l'initiative de Pierre Richer de Belleval, un jeune médecin. Ce jardin royal était d'abord destiné à enseigner la botanique médicale aux étudiants de la faculté de médecine de la ville et aussi à en assurer l'apport nécessaire en plantes médicinales. La faculté de médecine de Montpellier est, elle aussi, la plus ancienne de France, comme elle est aussi la plus ancienne en activité au monde. Le jardin des plantes de Montpellier a été classé site historique en 1982 et monument historique en 1992.
Le plus célèbre des jardins des plantes est celui de Paris, fondé par une série d'édits de Louis XIII : « lettres patentes » de 1626, achat et acte de propriété de 1633 et décret fondateur de 1635. On l'ouvrit au public en 1640 sous le nom de Jardin royal des herbes médicinales mais avec le temps s'installa l'usage de l'appeler Jardin royal des plantes médicinales, puis finalement et simplement Jardin des plantes. En 1844, le Dictionnaire administratif et historique des rues de Paris et de ses monuments, de Félix Lazare et Louis Clément Lazare, le mentionne comme le « Jardin-des-Plantes ». Il s'agissait éminemment d'une institution de recherche scientifique : dès sa fondation en 1635, on y enseigne la botanique, la chimie, l'astronomie et l'histoire naturelle, et avant la fin du XVIIe siècle l'anatomie vient s'ajouter à la liste des disciplines enseignées,.
En 1793, la Révolution transforma ce jardin royal en l'actuel Muséum national d'histoire naturelle, mais le nom de « Jardin des plantes » est toujours en usage pour le jardin, où d'ailleurs le Muséum national siège toujours. Le jardin des plantes de Paris et son annexe, le « clos Patouillet » (sis de part et d'autre de la rue Buffon) abritent un très vaste ensemble de laboratoires de recherche, de collections scientifiques, de serres, une ménagerie, une zoothèque, différents parterres botaniques (dont un « jardin à la française » et un « jardin à l'anglaise »), et des expositions scientifiques présentées dans des « galeries ».
Labellisées « musée de France » les galeries du Jardin des plantes, à Paris, sont au nombre de quatre : la galerie de Minéralogie et de Géologie (construite en 1833), la galerie de Zoologie (construite en 1889 et rebaptisée « grande galerie de l'Évolution » en 1994), la galerie de Paléontologie et d'Anatomie comparée (construite en 1898) et la galerie de Botanique (construite en 1935). Cette dernière abrite le plus riche herbier au monde, avec huit millions de spécimens conservés, mais les autres galeries sont aussi le lieu de préservation de spécimens de grande valeur scientifique et historique. La galerie de Paléontologie et d'Anatomie comparée, par exemple, conserve le squelette de l'éléphante de Louis XIV, qui est le seul Éléphant de savane d'Afrique dont la présence est attestée en Europe pour la période qui va de 1483 à 1862. Le squelette du rhinocéros de Louis XV, tué pendant la Révolution, est aussi conservé dans la galerie d'Anatomie alors que sa peau naturalisée est exposée à la grande galerie de l'Évolution. Parmi les fossiles de grande valeur paléontologique peuvent être mentionnés le Mosasaure de Maastricht, les Palaeotherium de Cuvier ou le Compsognathus de Canjuers, tous conservés à la galerie de Paléontologie.

## Jardins des plantes particuliers
Les jardins des plantes de Paris, de Clermont-Ferrand et de Toulouse présentent les cas particuliers suivants :
- le jardin des plantes de Paris comprend aussi lesdites installations, laboratoires et dépendances, et appartient au Muséum national d'histoire naturelle qui y présente bien davantage que des végétaux ; autour, le quartier du Jardin-des-Plantes ou « le Jardin-des-Plantes », qui tient son nom du jardin, est un des 80 quartiers administratifs de Paris ; cette même forme orthotypographique, « Jardin-des-Plantes », était déjà utilisée en 1844 par le Dictionnaire administratif et historique des rues de Paris et de ses monuments pour se référer au Jardin en lui-même[10] ;
- la partie botanique du jardin des plantes de Clermont-Ferrand a été transférée ailleurs et cet espace est devenu un parc public, aujourd'hui appelé « jardin Lecoq » ; on l'appelle encore par habitude le « jardin des plantes de Clermont-Ferrand », même si en réalité cet espace vert n'a plus le statut d'un véritable jardin des plantes ;
- le jardin des Plantes, à Toulouse, est lui aussi devenu un simple parc public, même s'il conserve dans son nom le terme « jardin des plantes »[a].

## Dans la culture
Le Jardin des plantes est le titre de plusieurs œuvres distinctes. Il s'agit d'un roman de Claude Simon publié en 1997 aux éditions de Minuit, ainsi que d'un téléfilm réalisé par Philippe de Broca et diffusé en 1994.